# Lijst van voetbalinterlands Centraal-Afrikaanse Republiek - Lesotho
Deze lijst van voetbalinterlands is een overzicht van alle officiële voetbalwedstrijden tussen de nationale teams van de Centraal-Afrikaanse Republiek en Lesotho. De landen speelden tot op heden twee keer tegen elkaar. De eerste ontmoeting, een kwalificatiewedstrijd voor de Afrika Cup 2025, vond plaats op 5 september 2024 in El Jadida (Marokko). Het laatste duel, de returnwedstrijd in dezelfde kwalificatiereeks, vond plaats op 14 november 202 in Bloemfontein (Zuid-Afrika).

## Wedstrijden
| № | Plaats       | Datum            | Competitie                   | Wedstrijd                    | Uitslag |
| - | ------------ | ---------------- | ---------------------------- | ---------------------------- | ------- |
| 1 | El Jadida    | 5 september 2024 | Afrika Cup 2025 kwalificatie | Centr.-Afrik. Rep. − Lesotho | 3 − 1   |
| 2 | Bloemfontein | 14 november 2024 | Afrika Cup 2025 kwalificatie | Lesotho − Centr.-Afrik. Rep. | 1 − 0   |

## Samenvatting
| Competitie              | Totaal gespeeld | Winst Centr.-Afrik. Rep. | Gelijk | Winst Lesotho | Doelsaldo Centr.-Afrik. Rep. – Lesotho |
| ----------------------- | --------------- | ------------------------ | ------ | ------------- | -------------------------------------- |
| Afrika Cup-kwalificatie | 2               | 1                        | 0      | 1             | 3 − 2                                  |
| Totaal                  | 2               | 1                        | 0      | 1             | 3 − 2                                  |

FCF · A-internationals · 
Centraal-Afrikaans vrouwenelftal
1960 – 1969 ·
1970 – 1979 ·
1980 – 1989 ·
1990 – 1999 ·
2000 – 2009 ·
2010 – 2019 ·
2020 − 2029
Algerije ·
Angola ·
Bhutan ·
Botswana ·
Burkina Faso ·
Burundi ·
Comoren ·
Congo-Brazzaville ·
Congo-Kinshasa ·
Egypte ·
Equatoriaal-Guinea ·
Ethiopië ·
Gabon ·
Gambia ·
Ghana ·
Guinee ·
Guinee-Bissau ·
Ivoorkust ·
Kaapverdië ·
Kameroen ·
Kenia ·
Lesotho ·
Liberia ·
Libië ·
Madagaskar ·
Mali ·
Malta ·
Marokko ·
Mauritanië ·
Mozambique ·
Nigeria ·
Oeganda ·
Papoea-Nieuw-Guinea ·
Rwanda ·
Sao Tomé en Principe ·
Senegal ·
Soedan ·
Tanzania ·
Togo ·
Tsjaad ·
Tunesië ·
Zimbabwe ·
Zuid-Afrika
LFA · 
Lesothaans vrouwenelftal
Interlands
Tegenstander:
Algerije ·
Angola ·
Benin ·
Botswana ·
Burkina Faso ·
Burundi ·
Centraal-Afrikaanse Republiek ·
Comoren ·
Congo-Kinshasa ·
Ethiopië ·
Gabon ·
Gambia ·
Ghana ·
Guinee ·
Ivoorkust ·
Kaapverdië ·
Kameroen ·
Kenia ·
Laos ·
Liberia ·
Libië ·
Madagaskar ·
Malawi ·
Maleisië ·
Marokko ·
Mauritanië ·
Mauritius ·
Mozambique ·
Myanmar ·
Namibië ·
Niger ·
Nigeria ·
Oeganda ·
Rwanda ·
Sao Tomé en Principe ·
Senegal ·
Seychellen ·
Sierra Leone ·
Soedan ·
Swaziland ·
Tanzania ·
Togo ·
Zambia ·
Zimbabwe ·
Zuid-Afrika